# TATSUAKI
TATSUAKI（タツアキ）は、日本のヒューマンビートボクサー。

## 経歴
北海道上川郡和寒町出身。北海道士別翔雲高等学校3年在学時、一般社団法人・日本ヒューマンビートボックス協会主催 JBC(ジャパンビートボックスチャンピオンシップ)2012においてベスト4。北海道最大のヒューマンビートボックスイベントである七変化では優勝を果たし、初代北海道Championとなった。
JBC2016にて、ソロバトル優勝、また初開催のタッグバトルにはEttomanとのタッグであるiLLDEMとして参戦し優勝。タッグバトル初代チャンピオン、かつJBC史上初のソロとタッグの2冠を達成した。
Asia beatbox championship2017ソロ部門で準優勝、タッグ部門3位に入賞する。
2018年4月16日、banvoxの楽曲Watch meをYouTube上に投稿し、Fuga,HIRO,SHOW-GOとともに4thGASとしての活動を始める。
Asia beatbox championship2018で、ソロ部門、タッグ部門ともに準優勝。
2021年3月にはコロナ禍でのライブ配信が可能な環境や、YouTubeの編集場所、オンラインレッスン等に利用可能な設備を持つ新しい現代の飲食店の開店を決意し、クラウドファンディングを開始する。
2021年11月12日、クラウドファンディングにて募った資金を元にバー「Sigrid」を開店する。
2022年3月、日本最大級のビートボックス大会であるJPN CUPソロ部門にて優勝。